# Suleviae
En la antigua religión celta, Sulevia era una diosa adorada en las regiones romanas de Galia, Britania y Gallaecia, muy a menudo en las formas plurales Suleviae o (dativo) Sule(v)is. Las dedicatorias a Sulevia(e) están atestiguadas en unas cuarenta inscripciones, distribuidas bastante ampliamente en el mundo celta, pero con concentraciones particulares en Nórico, entre los helvecios, a lo largo del Rin y también en Roma. Jufer y Luginbühl distinguen a las Suleviae de otro grupo de diosas celtas plurales, las Matronae, e interpretan el nombre Suleviae como "aquellas que gobiernan bien". Las Suleviae han sido identificadas en una inscripción con las Junones, pero principalmente con las Matronae, por ejemplo en una inscripción de Camulodunum (actual Colchester), así como en la mayoría de las inscripciones de Roma. La inscripción de Colchester dice:
MATRIBVS SVLEVIS SIMILIS ATTI F CI CANT VSLM
(Traducido: A las madres Sulevi, Similis el hijo de Attius, de la Civitas Cantiacorum, voluntariamente y merecidamente cumple su voto.)
Van Andringa interpreta a las Suleviae como "divinidades domésticas nativas honradas en todos los niveles sociales". Para conocer la teoría de que las Suleviae eran una versión triuna de Sulis Minerva, véase Sulis. Esta teoría es cuestionada por algunos investigadores que no encuentran vínculos directos con Sulis y, en cambio, sugieren que la similitud en los nombres es una coincidencia. Otra teoría conecta Suleviae con las Xulsigiae, conocidas de un sitio en Tréveris.